# Camptochaeta inflata
Camptochaeta inflata är en tvåvingeart som beskrevs av Heikki Hippa och Pekka Vilkamaa 1994. Camptochaeta inflata ingår i släktet Camptochaeta och familjen sorgmyggor.
Artens utbredningsområde är New York. Inga underarter finns listade i Catalogue of Life.